# Comitato Olimpico Nazionale delle Samoa Americane
Il Comitato Olimpico Nazionale delle Samoa Americane (noto anche come American Samoa National Olympic Committee in inglese) è un'organizzazione sportiva samoana americana, nata nel 1987 a Pago Pago, Samoa Americane.
Rappresenta questa nazione presso il Comitato Olimpico Internazionale (CIO) dal 1987 ed ha lo scopo di curare l'organizzazione ed il potenziamento dello sport nelle Samoa Americane e, in particolare, la preparazione degli atleti samoani americani, per consentire loro la partecipazione ai Giochi olimpici. L'associazione è, inoltre, fa parte dei Comitati Olimpici Nazionali d'Oceania.
L'attuale presidente del comitato è Peni B. Solaita, mentre la carica di segretario generale è occupata da Kenneth Tupua.